# 킹갓캐슬
킹갓캐슬은 어썸피스에서 개발하고 배급한 비디오 게임이다.